# Yara Abdelfattah

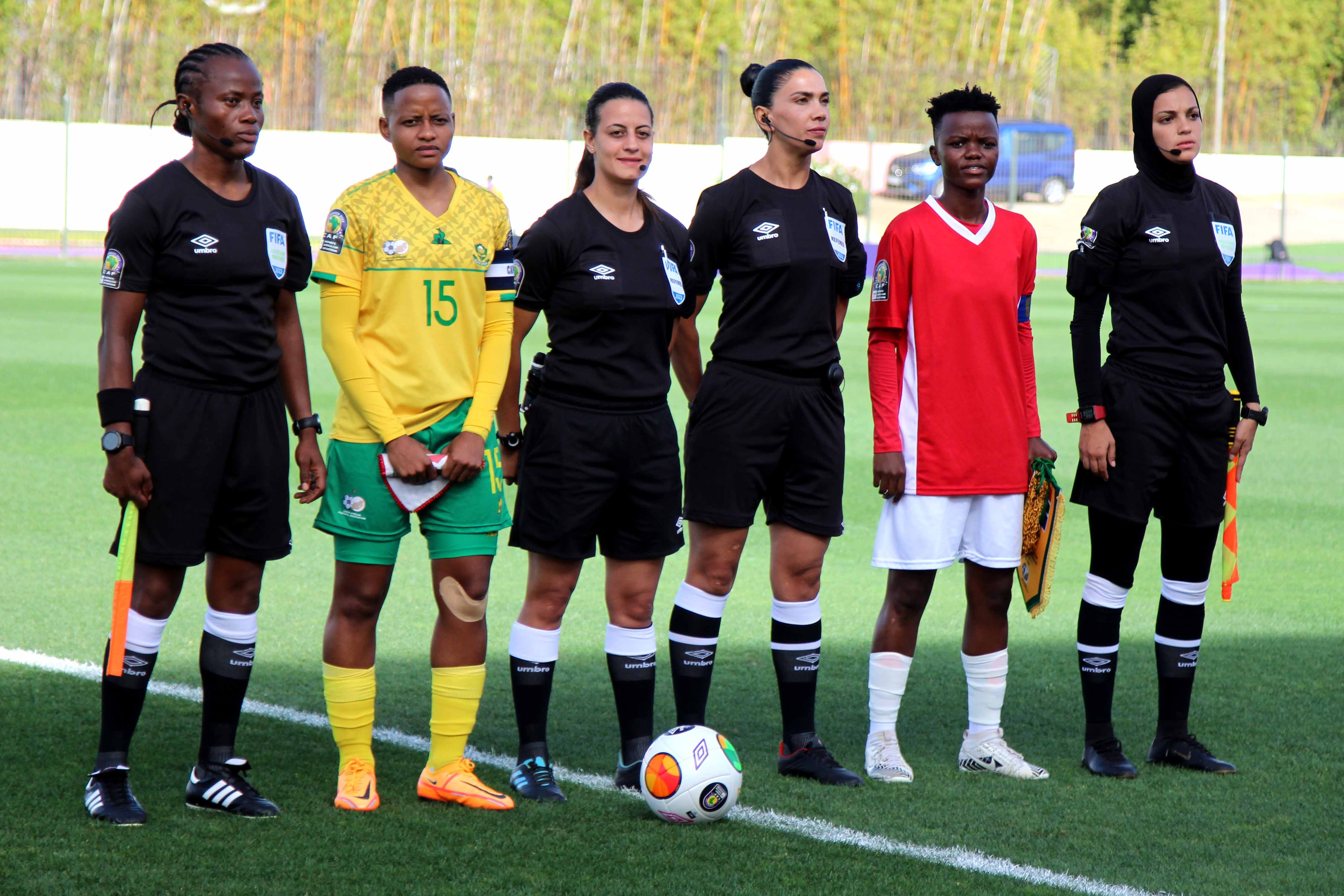
Yara Abdelfattah (rechts)

Yara Atef Said Abdelfattah (* 21. Februar 1993) ist eine ägyptische Fußballschiedsrichterassistentin.
Seit 2019 steht sie auf der Liste der FIFA-Schiedsrichter und ist an der Spielleitung internationaler Fußballspiele beteiligt.
Beim Afrika-Cup 2022 in Marokko wurde Abdelfattah bei drei Spielen eingesetzt.
Zudem war sie unter anderem Schiedsrichterassistentin bei der U-17-Weltmeisterschaft 2022 in Indien, bei der U-17-Weltmeisterschaft 2024 in der Dominikanischen Republik sowie bei diversen Qualifikations- und Freundschaftsspielen.